# Lulavia
Lulavia là một chi bướm đêm thuộc họ Geometridae.